# Colpotrochia politula
Colpotrochia politula là một loài tò vò trong họ Ichneumonidae.